# Anatolij Bysjovets
Anatolij Bysjovets (Oekraïens: Анатолій Федорович Бишовець, Russisch:  Анатолий Фёдорович Бышовец) (Kiev, 23 april 1946) is een voormalig Russisch-Oekraïens voetballer en trainer. Als speler kwam hij uit voor de Sovjet-Unie en was in die tijd bekend onder zijn Russische naam Anatoli Bisjovets.

## Biografie
Bysjovetsj speelde zijn gehele carrière voor Dynamo Kiev en won er vier landstitels en twee bekers mee. Hij speelde ook zes jaar voor het nationale elftal en scoorde op het WK 1970 vier keer, twee keer tegen België en twee keer tegen El Salvador.
Na zijn spelerscarrière ging hij in de voetbalschool van Dynamo Kiev werken en werd later trainer. In 1988 won hij met de olympische selectie de bronzen medaille op de Olympische Spelen in Seoel.
1 Charin ·
2 Tsjernisjov ·
3 Tschadadze ·
4 Tsveiba ·
5 Oleh Koeznetsov ·
6 Sjalimov ·
7 Mychajlytsjenko  ·
8 Kantsjelskis ·
9 Alejnikaw ·
10 Dobrovolski ·
11 Joeran ·
12 Tsjertsjesov ·
13 Kirjakov ·
14 Ljoetyj ·
15 Kolyvanov ·
16 Dmitri Koeznetsov ·
17 Kornejev ·
18 Onopko ·
19 Ljedjachov ·
20 Ivanov ·
Coach: Bysjovets